# Famille Hersart de La Villemarqué
La famille Hersart de La Villemarqué est une famille subsistante de la noblesse française, d'ancienne extraction, originaire de Bretagne. Selon Régis Valette, sa filiation est suivie depuis 1476. Ses personnalités sont Théodore, auteur du Barzaz Breiz, et Pierre Hersart de La Villemarqué, député. 

## Origines
Un Geoffroy Hersart était forestier héréditaire de Lamballe (Côtes-d'Armor) en 1250, sans qu'on puisse le rattacher à cette famille.

## Personnalités

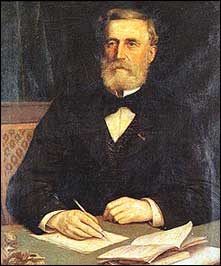
Théodore Hersart de La Villemarqué

- Pierre Hersart de La Villemarqué (1775-1843), député du Finistère de 1815 à 1827.
- Théodore Hersart de La Villemarqué (1815-1895), philologue français spécialiste de la culture bretonne, auteur du Barzaz Breiz, recueil de chants populaires bretons, fils du précédent.

## Généalogie
- Toussaint François Hersart, seigneur de La Villemarqué, né en 1670, ép. en 1703 Emmanuelle-Jacquemine Lesné de Belleville
  - Louis Jacques Hersart, seigneur de Kerbol et de La Villemarqué, né en 1704, ép. en 1724 Jeanne Francoise Gascher de La Beguinaye
    - Toussaint-Jean Hersart de la Villemarqué (1725-1798), commandant au château du Taureau et aux Sept-Îles, ép. 1° 1771 Claude Perrine Thérèse Salaun du Mesqueau ; 2° Élisabeth-Philippe de Penhoadic de Villamont
      - Pierre Hersart de La Villemarqué (1775-1843), maire de Nizon, député du Finistère de 1815 à 1827, ép. Marie Ursule Claude Henriette de Feydeau de Vaugien
        - Camille Hersart de La Villemarqué (1803-1853), ép. en 1826 Eugène Jégou du Laz, maire de Saint-Pol-de-Léon, sous-préfet de Quimperlé
        - Ermine Hersart de La Villemarqué (née en 1805)
        - Justine Hersart de La Villemarqué (née en 1810), ép. Théodore de Kernafflen de Kergos (1779-1858)
        - Cyprien Hersart de La Villemarqué (1812-1889), maire de Nizon de 1848 à 1888, ép. en 1845 Armande Rose de Cornouaille
          - Cyprien Théodore Hersart de La Villemarqué (né en 1851), maire de Nizon de 1888 à 1908, ép. 1881 Hermine Marie Françoise de Kermerc'hou de Kerautem
          - Sidonie Hersart de La Villemarqué (1858-1945), ép. 1882 Henri de L'Estang du Rusquec (1855-1917)
          - Roland Hersart de La Villemarqué de Cornouaille (1861-1937), ép. Jeanne Marcetteau de Brem (1867-1958)

        - Théodore Hersart de La Villemarqué (1815-1895), philologue, auteur du Barzaz Breiz, ép. en 1846 Clémence Tarbé des Sablons
          - Marie Thérèse Hersart de La Villemarqué (1847-1909), ép. 1868 Augustin Bréart de Boisanger (1841-1917)
          - Ursule Hersart de La Villemarqué (1849-1912), ép. 1872 Adrien Bréart de Boisanger (1839-1907), lieutenant de vaisseau
          - Geoffroy Hersart de La Villemarqué (1851-1909), ép. 1879 Elisabeth François Marie Givelet (1857-1883), ép. 1892 Alexandrine Pinczon du Sel (1858-1940)
          - Pierre Marie Joseph Hersart de La Villemarqué (1854-1933), biographe, ép. 1°  Gabrielle de Freslon (1855-1884) ; ép. 2° Aline Valérie Agathe de Kergariou (1863-1904)
            - François Hersart de La Villemarqué (1884-1915), capitaine d'infanterie, ép. Noëlie du Crest de Lorgerie (1886-1968)
              - Pierre Hersart de La Villemarqué (1911-1995), résistant, général de brigade
              - Marie Gabrielle Hersart de La Villemarqué (1913-2007)
              - Anne Hersart de La Villemarqué (1914-1984)

            - Xavier Hersart de La Villemarqué (1893-1915), mort au Palais Royal de Bruxelles, à 21 ans
            - Valérie Hersart de La Villemarqué (née en 1895)
            - Jean Hersart de La Villemarqué (1897-1950)
            - Guénolé Hersart de La Villemarqué (1902-1973), capitaine de corvette[2]

      - Charles Jacques Toussaint Hersart de La Villemarqué (1777-1853), polytechnicien, ingénieur, conseiller général, ép. 1° Eulalie-Louise-Marie-Thérèse de Kergariou, fille de Pierre-Joseph Kergariou de Roscouet ; 2° Sophie Henriette Françoise Marie du Breil du Buron (1790-1826)
      - Toussaint-René Hersart de La Villemarqué (1780-1823), polytechnicien, lieutenant-colonel du Génie, sous-directeur des fortifications[3]

## Armes et devise

Branche ainée : Écartelé : aux 1 et 4, « Hersart » ;
aux 2 et 3, « Cornouaille »

La famille Hersart de La Villemarqué porte : « D'or à la herse de sable »,.
Ce sont des armes parlantes, avec la « herse » représentant « Hersart ». 
La branche aînée porte : « Écartelé ; aux 1 et 4 : d'or à la herse sarrasine de sable, qui est Hersart ; aux 2 et 3 : contre écartelé, aux 1 et 4, d'azur au bélier d'argent corné d'or, aux 2 et 3, d'argent fretté d'azur, un écusson : d'argent au croissant de gueules brochant sur le tout, qui est Cornouaille ». 
Sa devise est : « Evertit et aequat »,, (il renverse et aplanit).
« Cette devise, qui fait allusion au nom de Hersart, a pour corps la herse des armoiries. De même que cet instrument renverse la crête du sillon et aplanit la terre, ainsi le guerrier vaillant doit renverser ses ennemis et faciliter le passage à ses compagnons. »